# Rizo de Oro, Acala
Rizo de Oro är en ort i Mexiko.   Den ligger i kommunen Acala och delstaten Chiapas, i den sydöstra delen av landet, 700 km öster om huvudstaden Mexico City. Rizo de Oro ligger 475 meter över havet och antalet invånare är 241.
Terrängen runt Rizo de Oro är platt åt nordost, men åt sydväst är den kuperad. Runt Rizo de Oro är det ganska tätbefolkat, med 58 invånare per kvadratkilometer. Närmaste större samhälle är Acala, 9,9 km nordost om Rizo de Oro. Omgivningarna runt Rizo de Oro är en mosaik av jordbruksmark och naturlig växtlighet.